# Lista de prêmios e indicações recebidos por Dreamgirls

## Óscar
| Ano  | Categoria               | Nomeação                                            | Resultado |
| ---- | ----------------------- | --------------------------------------------------- | --------- |
| 2007 | Best Supporting Actor   | Eddie Murphy                                        | Indicado  |
| 2007 | Best Supporting Actress | Jennifer Hudson                                     | Venceu    |
| 2007 | Best Art Direction      | John Myhre Nancy Haigh                              | Indicado  |
| 2007 | Best Costume Design     | Sharen Davis                                        | Indicado  |
| 2007 | Best Sound Mixing       | Michael Minkler Bob Beemer Willie D. Burton         | Venceu    |
| 2007 | Best Original Song      | "Listen" (Henry Krieger, Scott Cutler, Anne Preven) | Indicado  |
| 2007 | Best Original Song      | "Love You I Do" (Henry Krieger, Siedah Garrett)     | Indicado  |
| 2007 | Best Original Song      | "Patience" (Henry Krieger, Willie Reale)            | Indicado  |

## African-American Film Critics Association Awards
| Ano  | Categoria               | Nomeação        | Resultado |
| ---- | ----------------------- | --------------- | --------- |
| 2006 | Best Picture            |                 | Venceu    |
| 2006 | Best Supporting Actor   | Eddie Murphy    | Venceu    |
| 2006 | Best Supporting Actress | Jennifer Hudson | Venceu    |
| 2006 | Best Director           | Bill Condon     | Venceu    |

## American Cinema Editors Awards
| Ano  | Categoria                             | Nomeação      | Resultado |
| ---- | ------------------------------------- | ------------- | --------- |
| 2007 | Best Edited Comedy or Musical Feature | Virginia Katz | Venceu    |

## Art Directors Guild Awards
| Ano  | Categoria                        | Nomeação   | Resultado |
| ---- | -------------------------------- | ---------- | --------- |
| 2007 | Best Art Direction - Period Film | John Myhre | Indicado  |

## Asian Excellence Awards
| Ano  | Categoria                    | Nomeação    | Resultado |
| ---- | ---------------------------- | ----------- | --------- |
| 2007 | Best Supporting Film Actress | Sharon Leal | Indicado  |

## Austin Film Critics Awards
| Ano  | Categoria           | Nomeação        | Resultado |
| ---- | ------------------- | --------------- | --------- |
| 2007 | Breakthorugh Artist | Jennifer Hudson | Venceu    |

## British Academy Film Awards
| Ano  | Categoria                         | Nomeação        | Resultado |
| ---- | --------------------------------- | --------------- | --------- |
| 2007 | Best Actress in a Supporting Role | Jennifer Hudson | Venceu    |
| 2007 | Best Film Music                   | Henry Krieger   | Indicado  |

## BET Awards
| Ano  | Categoria    | Nomeação        | Resultado |
| ---- | ------------ | --------------- | --------- |
| 2007 | Best Actor   | Eddie Murphy    | Indicado  |
| 2007 | Best Actor   | Jamie Foxx      | Indicado  |
| 2007 | Best Actress | Jennifer Hudson | Venceu    |

## Black Reel Awards
| Ano  | Categoria                     | Nomeação                                                              | Resultado |
| ---- | ----------------------------- | --------------------------------------------------------------------- | --------- |
| 2007 | Best Film                     |                                                                       | Venceu    |
| 2007 | Best Actor                    | Jamie Foxx                                                            | Indicado  |
| 2007 | Best Actress                  | Beyoncé Knowles                                                       | Indicado  |
| 2007 | Best Supporting Actor         | Eddie Murphy                                                          | Indicado  |
| 2007 | Best Supporting Actress       | Jennifer Hudson                                                       | Venceu    |
| 2007 | Best Breakthrough Performance | Jennifer Hudson                                                       | Venceu    |
| 2007 | Best Original Score           | Harvey Mason, Jr. Damon Thomas                                        | Venceu    |
| 2007 | Best Original Soundtrack      | Henry Krieger                                                         | Venceu    |
| 2007 | Best Original Song            | "And I Am Telling You I'm Not Going" (performado por Jennifer Hudson) | Venceu    |
| 2007 | Best Original Song            | "Listen" (performado por Beyoncé Knowles)                             | Indicado  |
| 2007 | Best Original Song            | "One Night Only" (performado por Jennifer Hudson)                     | Indicado  |

## Broadcast Film Critics Association
| Ano  | Categoria                | Nomeação                                                             | Resultado |
| ---- | ------------------------ | -------------------------------------------------------------------- | --------- |
| 2006 | Best Picture             |                                                                      | Indicado  |
| 2006 | Best Supporting Actor    | Eddie Murphy                                                         | Venceu    |
| 2006 | Best Supporting Actress  | Jennifer Hudson                                                      | Venceu    |
| 2006 | Best Acting Ensemble     |                                                                      | Indicado  |
| 2006 | Best Director            | Bill Condon                                                          | Indicado  |
| 2006 | Best Original Song       | "Listen" (Henry Krieger, Anne Preven, Scott Cutler, Beyoncé Knowles) | Venceu    |
| 2006 | Best Original Soundtrack | Dreamgirls: Music from the Motion Picture                            | Venceu    |

## Chicago Film Critics Circle
| Ano  | Categoria               | Nomeação        | Resultado |
| ---- | ----------------------- | --------------- | --------- |
| 2006 | Best Supporting Actor   | Eddie Murphy    | Indicado  |
| 2006 | Best Supporting Actress | Jennifer Hudson | Indicado  |

## Costume Designers Guild Awards
| Ano  | Categoria                      | Nomeação     | Resultado |
| ---- | ------------------------------ | ------------ | --------- |
| 2007 | Best Costumes in a Period Film | Sharen Davis | Indicado  |

## Dallas-Fort Worth Film Critics Association Awards
| Ano  | Categoria    | Nomeação | Resultado |
| ---- | ------------ | -------- | --------- |
| 2007 | Best Picture |          | Indicado  |

## Directors Guild of America
| Ano  | Categoria     | Nomeação    | Resultado |
| ---- | ------------- | ----------- | --------- |
| 2007 | Best Director | Bill Condon | Indicado  |

## Golden Globe Awards
| Ano  | Categoria                                       | Nomeação                                                             | Resultado |
| ---- | ----------------------------------------------- | -------------------------------------------------------------------- | --------- |
| 2007 | Best Motion Picture – Musical or Comedy         |                                                                      | Venceu    |
| 2007 | Best Actress – Motion Picture Musical or Comedy | Beyoncé Knowles                                                      | Indicado  |
| 2007 | Best Supporting Actor – Motion Picture          | Eddie Murphy                                                         | Venceu    |
| 2007 | Best Supporting Actress – Motion Picture        | Jennifer Hudson                                                      | Venceu    |
| 2007 | Best Original Song                              | "Listen" (Henry Krieger, Anne Preven, Scott Cutler, Beyoncé Knowles) | Indicado  |

## Grammy Award
| Ano  | Categoria                                                            | Nomeação                                        | Resultado |
| ---- | -------------------------------------------------------------------- | ----------------------------------------------- | --------- |
| 2008 | Best Compilation Soundtrack Album for a Motion Picture or Television | Dreamgirls: Music from the Motion Picture       | Indicado  |
| 2008 | Best Song Written for a Motion Picture or Television                 | "Love You I Do" (Henry Krieger, Siedah Garrett) | Venceu    |

## Los Angeles Film Critics Association Awards
| Ano  | Categoria                           | Nomeação        | Resultado |
| ---- | ----------------------------------- | --------------- | --------- |
| 2007 | Best Supporting Actress (Runner-up) | Jennifer Hudson | Venceu    |

## Las Vegas Film Critics Circle
| Ano  | Categoria               | Nomeação        | Resultado |
| ---- | ----------------------- | --------------- | --------- |
| 2006 | Best Picture            |                 | Indicado  |
| 2006 | Best Supporting Actress | Jennifer Hudson | Venceu    |

## MTV Movie Awards
| Ano  | Categoria        | Nomeação        | Resultado |
| ---- | ---------------- | --------------- | --------- |
| 2007 | Best Performance | Jennifer Hudson | Indicado  |
| 2007 | Best Performance | Beyoncé Knowles | Indicado  |

## NAACP Image Award
| Ano  | Categoria                                          | Nomeação                                  | Resultado |
| ---- | -------------------------------------------------- | ----------------------------------------- | --------- |
| 2007 | Outstanding Motion Picture                         |                                           | Indicado  |
| 2007 | Outstanding Actor in a Motion Picture              | Jamie Foxx                                | Indicado  |
| 2007 | Outstanding Actress in a Motion Picture            | Beyoncé Knowles                           | Indicado  |
| 2007 | Outstanding Supporting Actor in a Motion Picture   | Danny Glover                              | Indicado  |
| 2007 | Outstanding Supporting Actor in a Motion Picture   | Eddie Murphy                              | Indicado  |
| 2007 | Outstanding Supporting Actress in a Motion Picture | Jennifer Hudson                           | Venceu    |
| 2007 | Outstanding Supporting Actress in a Motion Picture | Anika Noni Rose                           | Indicado  |
| 2007 | Outstanding Album                                  | Dreamgirls: Music from the Motion Picture | Venceu    |

## National Board of Review of Motion Pictures
| Ano  | Categoria                              | Nomeação        | Resultado |
| ---- | -------------------------------------- | --------------- | --------- |
| 2007 | Breakthrough Performance by an Actress | Jennifer Hudson | Venceu    |

## National Society of Film Critics Awards
| Ano  | Categoria               | Nomeação        | Resultado |
| ---- | ----------------------- | --------------- | --------- |
| 2007 | Best Supporting Actress | Jennifer Hudson | Venceu    |

## New York Film Critics Online Awards
| Ano  | Categoria                     | Nomeação        | Resultado |
| ---- | ----------------------------- | --------------- | --------- |
| 2007 | Best Breakthrough Performance | Jennifer Hudson | Venceu    |
| 2007 | Best Supporting Actress       | Jennifer Hudson | Venceu    |

## New York Film Critics Society
| Ano  | Categoria                         | Nomeação        | Resultado |
| ---- | --------------------------------- | --------------- | --------- |
| 2006 | Best Supporting Actor (Runner-up) | Eddie Murphy    | Venceu    |
| 2006 | Best Supporting Actress           | Jennifer Hudson | Venceu    |

## Oklahoma Film Critics Circle Awards
| Ano  | Categoria            | Nomeação        | Resultado |
| ---- | -------------------- | --------------- | --------- |
| 2007 | Breakout Performance | Jennifer Hudson | Venceu    |

## Online Film Critics Society Awards
| Ano  | Categoria                | Nomeação        | Resultado |
| ---- | ------------------------ | --------------- | --------- |
| 2007 | Best Supporting Actor    | Eddie Murphy    | Indicado  |
| 2007 | Breakthrough Performance | Jennifer Hudson | Indicado  |
| 2007 | Best Supporting Actress  | Jennifer Hudson | Indicado  |

## Phoenix Film Critics Circle
| Ano  | Categoria                                    | Nomeação        | Resultado |
| ---- | -------------------------------------------- | --------------- | --------- |
| 2007 | Best Use of Music                            |                 | Venceu    |
| 2007 | Breakout Performance of the Year - On Screen | Jennifer Hudson | Venceu    |

## Producers Guild of America Awards
| Ano  | Categoria                      | Nomeação      | Resultado |
| ---- | ------------------------------ | ------------- | --------- |
| 2007 | Best Theatrical Motion Picture | Laurence Mark | Indicado  |

## Satellite Awards
| Ano  | Categoria                                       | Nomeação                                                             | Resultado |
| ---- | ----------------------------------------------- | -------------------------------------------------------------------- | --------- |
| 2006 | Best Film – Musical or Comedy                   |                                                                      | Venceu    |
| 2006 | Best Director                                   | Bill Condon                                                          | Venceu    |
| 2006 | Best Actress – Motion Picture Musical or Comedy | Beyoncé Knowles                                                      | Indicado  |
| 2006 | Best Supporting Actress – Motion Picture        | Jennifer Hudson                                                      | Venceu    |
| 2006 | Best Adapted Screenplay                         | Bill Condon                                                          | Indicado  |
| 2006 | Best Original Song                              | "Love You I Do" (Henry Krieger, Siedah Garrett)                      | Indicado  |
| 2006 | Best Original Song                              | "Listen" (Henry Krieger, Anne Preven, Scott Cutler, Beyoncé Knowles) | Indicado  |
| 2006 | Best Editing                                    | Virginia Katz                                                        | Indicado  |
| 2006 | Best Sound (Editing and Mixing)                 | Willie Burton Michael Minkler Bob Beemer Richard E. Yawn             | Venceu    |
| 2006 | Best Art Direction and Production Design        | John Myhre Tomas Voth Nancy Haigh                                    | Indicado  |
| 2006 | Best Costume Design                             | Sharen Davis                                                         | Indicado  |

## Screen Actors Guild Awards
| Ano  | Categoria                                                      | Nomeação        | Resultado |
| ---- | -------------------------------------------------------------- | --------------- | --------- |
| 2007 | Outstanding Performance by a Cast in a Motion Picture          |                 | Indicado  |
| 2007 | Outstanding Performance by a Female Actor in a Supporting Role | Jennifer Hudson | Venceu    |
| 2007 | Outstanding Performance by a Male Actor in a Supporting Role   | Eddie Murphy    | Venceu    |

## Southeastern Film Critics Association Awards
| Ano  | Categoria               | Nomeação        | Resultado |
| ---- | ----------------------- | --------------- | --------- |
| 2007 | Best Supporting Actress | Jennifer Hudson | Venceu    |

## Toronto Film Critics Circle
| Ano  | Categoria               | Nomeação        | Resultado |
| ---- | ----------------------- | --------------- | --------- |
| 2006 | Best Supporting Actress | Jennifer Hudson | Indicado  |

## Washington D.C. Area Film Critics Association Awards
| Ano  | Categoria               | Nomeação        | Resultado |
| ---- | ----------------------- | --------------- | --------- |
| 2007 | Best Supporting Actress | Jennifer Hudson | Venceu    |

## Women Film Critics Circle
| Ano  | Categoria  | Nomeação | Resultado |
| ---- | ---------- | -------- | --------- |
| 2007 | Best Music |          | Venceu    |